# ナモヌイト語
ナモヌイト語（ナモヌイトご）は、オーストロネシア語族ミクロネシア諸語に属する言語である。ミクロネシア連邦チューク州に属するカロリン諸島のナモヌイト環礁で話されている。